# Akademisches Corps Teutonia zu Graz
Das Akademische Corps Teutonia zu Graz ist eine pflichtschlagende und farbentragende Studentenverbindung im Kösener Senioren-Convents-Verband (KSCV). Das Corps vereint Studenten der Universität Graz, der Medizinischen Universität Graz, der Technischen Universität Graz, der Universität für Musik und darstellende Kunst Graz und der FH Joanneum.

## Farben, Wappen und Zirkel

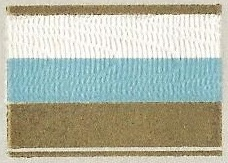
Farben der Teutonia

Das Burschenband der Teutonia trägt die Farben weiß–blau–gold mit goldener Perkussion, während die Füchse ein Band in den Farben weiß–blau mit goldener Perkussion tragen. Zugehörig zum Band wird eine blaue Mütze mit goldener Perkussion und weiß–blau–goldenem Band getragen.
Das Corps führt den Zirkel mit den Anfangsbuchstaben von vivat–crescat–floreat und Teutonia.
Der Schild des Studentenwappens ist in vier Felder geteilt. Im linken oberen Feld sind die Farben des Corps (weiß–blau–gold) von rechts oben nach links unten, wobei im blauen Farbfeld mit goldenen Buchstaben der Wahlspruch Nusquam retrorsum eingebettet ist. Im rechten oberen Feld ist umgeben von einem Eichenlaubkranz auf silbernem Hintergrund das Gründungsjahr 1863 in schwarz abgebildet sowie das Datum 28. Oktober in römischen Zahlen. Im linken unteren Feld sind zwei gekreuzte Schläger in den Corpsfarben, wobei in den Zwischenräumen die goldenen Initialen des Waffenspruches G (gladius), U (ultor), N (noster) auf silbernem Grund abgebildet sind. Im rechten unteren Feld steht ein Ritter, der ein Banner in den Corpsfarben hochhält (im Hintergrund der Grazer Schloßberg). Der in der Mitte befindliche Herzschild zeigt den Zirkel in Gold auf weiß–blauem Untergrund.

## Geschichte

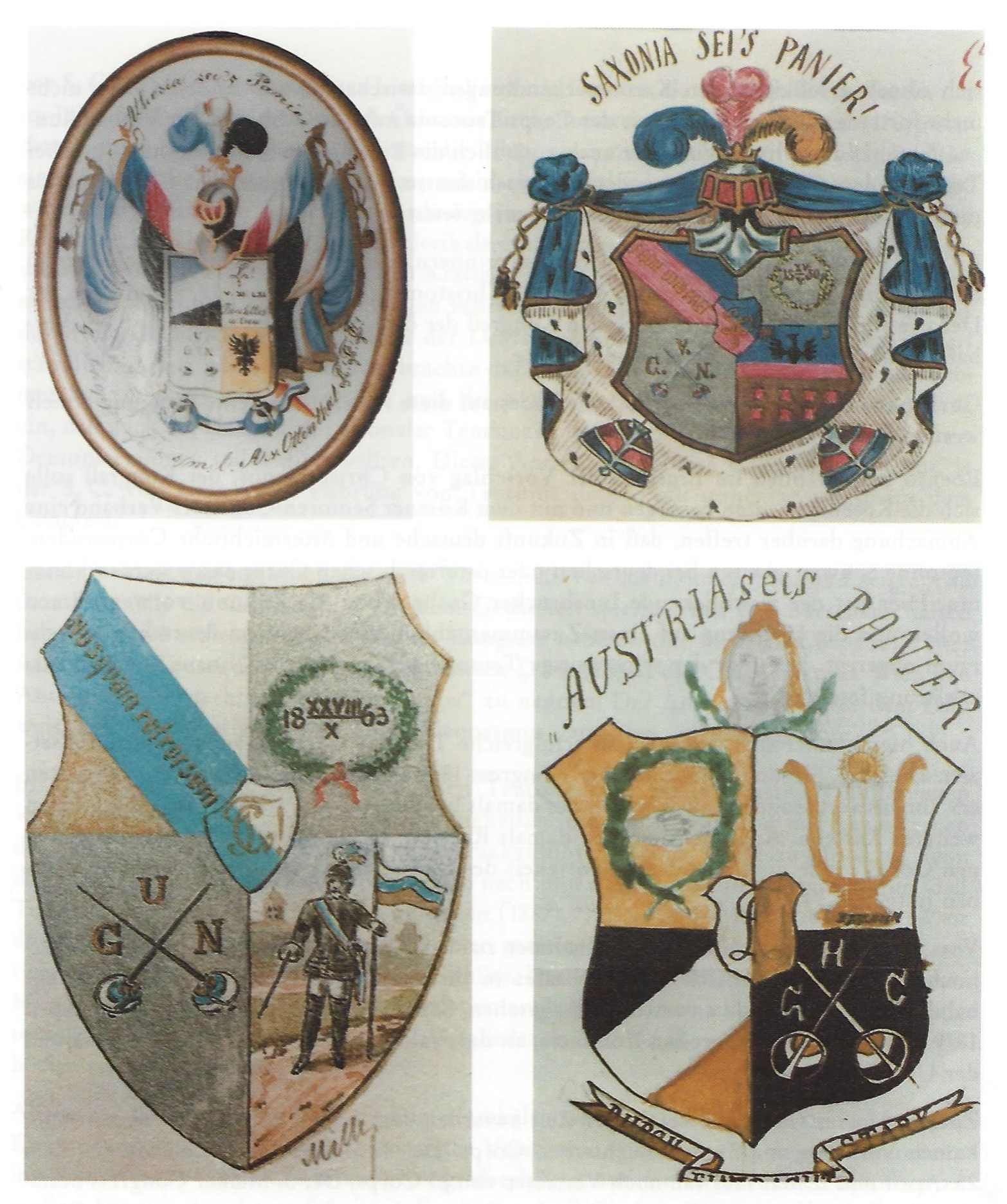
Blaues Kartell: Athesia Innsbruck, Saxonia Wien, Teutonia Graz, Austria

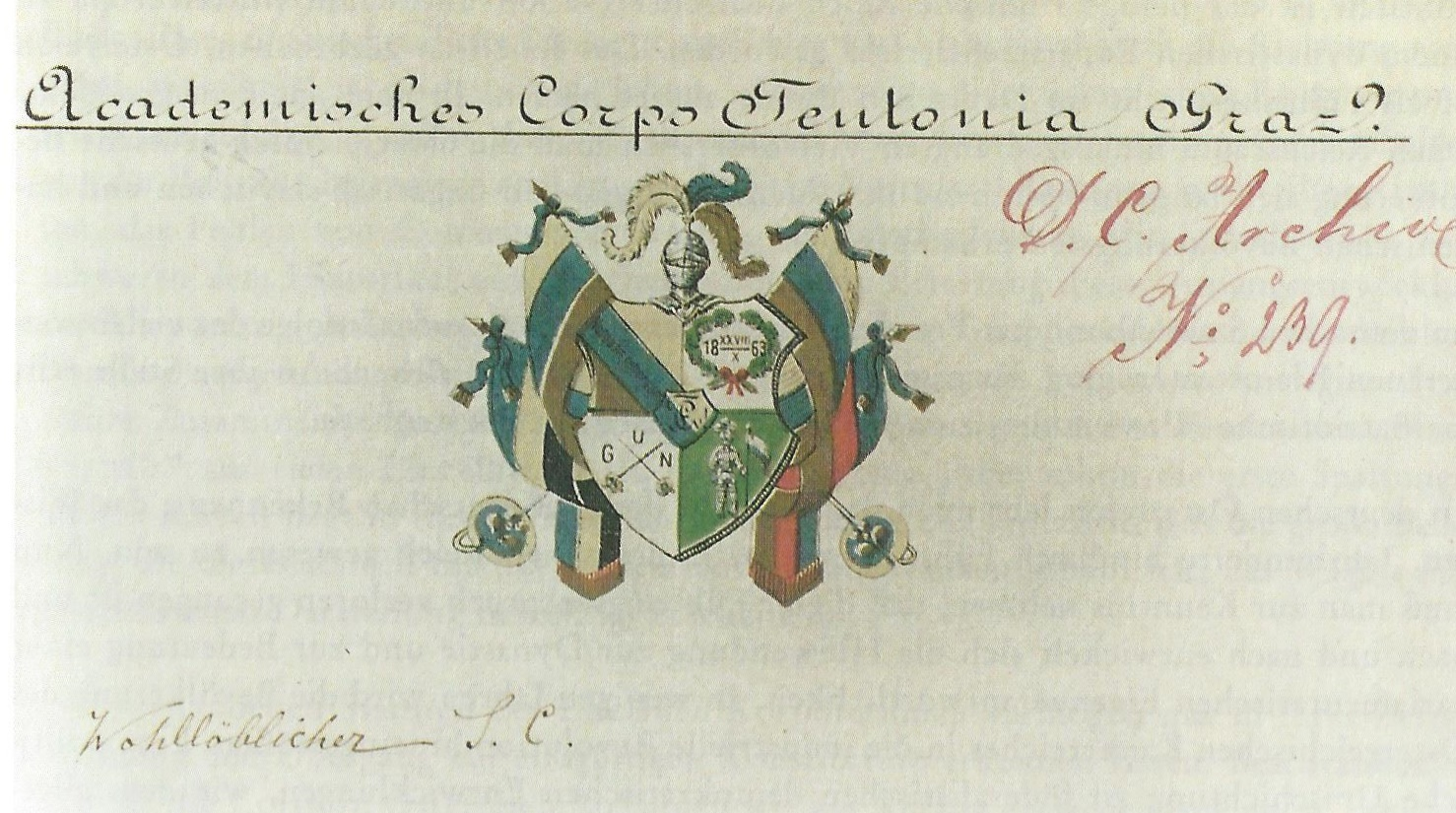
Zwei Farben (1868–1872)

Als die Medizinische Fakultät der Karl-Franzens-Universität gegründet wurde, stifteten Mitglieder des Pennalcorps Cheruscia und des Corps Saxonia Wien die Verbindung Teutonia am 28. Oktober 1863. Sie führte im Februar 1864 die unbedingte Satisfaktion ein und schloss am 17. April 1864 das bis heute (wieder) bestehende Kartell mit Saxonia Wien. Am 25. Februar 1866 erklärte Teutonia sich zum akademischen Corps, dessen Beispiel Saxonia unmittelbar danach folgte.

### k.k. Zeiten
Im Sommersemester 1868 wurden die Farben in blau–weiß–rot geändert. Teutonia beteiligte sich am 17. Dezember 1874 an der Gründung des Verbandes der Corps an österreichischen Hochschulen (VCÖH). Am 5. Mai 1875 wurde sie wegen der Demonstrationen gegen Alfonso Carlos de Borbón behördlich aufgelöst. Die Rekonstitution am 30. Oktober 1875 erfolgte unter dem Namen Cimbria mit den Farben weiß–blau–gold. Der alte Name Teutonia wurde am 1. Juni 1876 wieder angenommen. Am 8. Dezember desselben Jahres wurde der Bund wegen Mensuren erneut aufgelöst. Als Ersatz wurde am 9. Januar 1877 Juvaria gegründet; jedoch konnte der Name Teutonia bereits im Februar wieder angenommen werden.
Nachdem der VCÖH sich am 24. März 1877 aufgelöst hatte, beteiligte Teutonia sich am 29. März 1877 an der Gründung vom Congress der österreichischen Corps (CÖC); wegen der Streitigkeiten zwischen den akademischen und den technischen Corps verließ Teutonia den CÖC aber schon im Sommersemester 1877. Vom 14. bis 21. Dezember 1878 war Teutonia suspendiert. Teutonia trat dem CÖC am 31. Mai 1879 wieder bei und blieb Mitglied bis zu dessen Auflösung am 25. April 1887. Sie suspendierte erneut am 5. November 1891.
Nach nur sechs Jahren zerbrach das Kartell mit dem Corps Athesia Innsbruck und somit auch das große blaue Kartell, bestehend aus Teutonia, Saxonia Wien, Athesia und Austria Prag, wobei ein Kartell zwischen Teutonia und Austria Prag nie zustande kam.

### Kösener Corps
Nach dem Ersten Weltkrieg lehnte eine Altherrenversammlung am 27. Oktober 1919 noch die Rekonstitution des Corps ab; eine schriftliche Abstimmung entschied gegenteilig. Reaktivierte Alte Herren und dafür freigestellte Joanneer rekonstituierten Teutonia am 3. März 1920 im SC zu Graz. Damit war auch die Mitgliedschaft im KSCV verbunden. 1922 gelang die Kartellerneuerung mit Saxonia Wien. In der Ersten Republik radikalisierte sich Österreich zusehends.
Nach der Auflösung des KSCV am 28. September 1935 blieben die österreichischen Corps in der Arbeitsgemeinschaft der österreichischen Corps (AGÖC) beisammen. Am 21. Januar 1938 übernahm Teutonia die letzten Aktiven der Landsmannschaft Viruna. Fünf Tage nach dem Anschluss Österreichs löste die AGÖC sich auf.  Teutonia suspendierte am 18. Mai 1938.
Die generelle vereinspolizeiliche Auflösung sämtlicher Korporationen erfolgte am 24. August 1938, bevor am 29. August 1938 sämtliche Altherrenverbände liquidiert wurden. Teutonia, Joannea, Vandalia und Viruna betreuten seit 1938 die Kameradschaft „Wilhelm Gustloff“.

### Neuanfang
Im Zweiten Weltkrieg waren zahlreiche Teutonen gefallen. Erst 1951 konnte Teutonia zunächst unter dem Namen Grazer Studentenklub Teutonia rekonstituieren.  Am 15. November 1952 kam es zur Umwandlung eines Freundschaftsverhältnisses in ein Kartell mit dem Corps Erz, welches jedoch 1978 wieder zerbrach.
1969 war Teutonia Graz das präsidierende Corps im Vorort des KSCV.
Von 1986 bis 1988 musste der aktive Betrieb zum bislang letzten Mal ausgesetzt werden. Die Rekonstitution erfolgte erneut unter Mithilfe von aktiven Joanneern.
Den wohl größten Meilenstein in der jüngsten Corpsgeschichte errang man mit dem Ankauf des heutigen Corpshauses und die damit verbundene feierliche Eröffnung am 14. Dezember 2002. Sein mittlerweile 150-jähriges Bestehen feierte das Akad. Corps Teutonia zu Graz im Sommersemester 2013 in den prunkvollen Räumlichkeiten der Grazer Minoritensäle und blickt damit auf eine lange traditionsreiche Geschichte zurück, in der man sich selbst stets treu blieb.

## Corpshaus

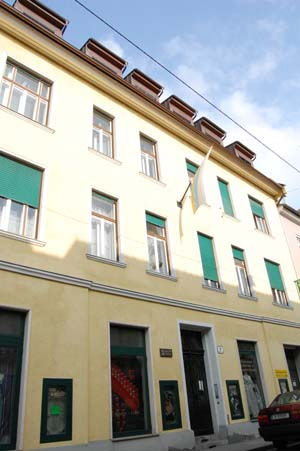
Teutonias Corpshaus

Das heutige Teutonenhaus in der Klosterwiesgasse 9 (nähe Jakominiplatz) wurde am 14. Dezember 2002 anlässlich der Weihnachtskneipe seiner Bestimmung übergeben. Es ersetzte nun die alten Räumlichkeiten des Corps in der Neutorgasse. Das bereits von der Ferne durch seine weiß–blau–goldene Fahne grüßende Teutonenhaus weist neben den Kneipmöglichkeiten des Corps ebenso diverse Aufenthaltsräume für Feierlichkeiten, eine Bibliothek zu Lernzwecken sowie Sporträumlichkeiten zur körperlichen Ertüchtigung und zur Freizeitbeschäftigung auf.
Am Corpshaus ist es weiter möglich, Studenten in 14 komfortablen Garçonnièren im Stadtzentrum mit Nähe zu den diversen Universitäten Wohnräumlichkeiten anzubieten.

## Auswärtige Beziehungen
Das akademische Corps Teutonia zu Graz ist ein kreisfreies Corps im KSCV. Es unterhält mit Saxonia Wien seit mittlerweile 1864 ein Kartell, welches das älteste noch bestehende Kartell in Österreich darstellt, geprägt durch zahlreiche Saxen aus der Gründungszeit der Teutonia. Zur Feier des 110. Stiftungsfestes der Teutonia wurde im Mai 1973 ein Vorstellungsverhältnis mit dem Corps Palatia München abgeschlossen, welches 1993 zum Freundschaftsverhältnis aufgewertet wurde. Im Jänner 1997 konnte mit dem Corps Borussia Halle ein Vorstellungsverhältnis abgeschlossen werden, welches im Mai 2003 in ein Freundschaftsverhältnis mündete.

## Grazer Teutonen
- Richard Bayer
- Adalbert Buchberger
- Wilhelm Czermak
- Walter Felsenstein
- Julius Glax
- Heribert Grubitsch, Rektor der TH Graz
- Jonél Kalinczuk
- Herbert Koch
- Hans Kottulinsky
- Hans Lepuschütz
- Josef Neuwirth
- Franz Pildner († 1907), siebenbürgischer Abgeordneter zum Reichstag (Österreich)
- Rigobert Possek (1873–1937), Ophthalmologe
- Erich Rajakowitsch
- Leopold von Sacher-Masoch
- Anton Stephan
- Helmut von Zborowski
- Hans von Zwiedineck-Südenhorst